# Alisha
Alisha Ann Itkin (nacida el 16 de abril de 1968) es una cantante de freestyle, pop y dance de Brooklyn, Nueva York, que tuvo varios éxitos en la década de 1980 y 1990.

## Carrera musical
Su primer álbum homónimo, producido por Mark Berry y lanzado en Vanguard Records, incluía los éxitos "All Night Passion" (#4 en Hot Dance US), "Baby Talk" (#1 en Hot Dance US), y "Too Turned On" (#6 en Hot Dance US), y vendió más de dos millones de copias. Su segundo álbum, Nightwalkin', fue lanzado en RCA Records en 1987 e incluía las canciones "Do You Dream About Me?" (para la película Mannequin) y "Into My Secret" (que llegó a #9 en Hot Dance US). Su tercer álbum, Bounce Back, fue producido por Michael Jay y fue lanzado en MCA Records en 1990. Incluía el sencillo "Wrong Number", como también de fondo las voces de Martika y Donna De Lory.
En 1996, Alisha lanzó el sencillo "Wherever The Rhythm Takes Me" (producido por Critique/Fever Records), y en 1999 fue elegida para cantar "You Wanna Be A Star", la canción para la película de Will Ferrell y Molly Shannon Superstar. Recientemente Alisha ha grabado nuevamente su primer sencillo "All Night Passion" y lanzado como sencillo Hi-NRG. Después de un tiempo con su familia, Alisha ha decidod regresar a cantar.

## Discografía

### Álbumes de estudio
- Alisha (1985, Vanguard)

1. "All Night Passion (Versión Original)" (6:49)
2. "Stargazing" (5:23)
3. "Baby Talk" (5:37)
4. "Too Turned On" (6:17)
5. "Boys Will Be Boys" (3:30)
6. "One Little Lie" (4:24)
7. "All Night Passion (Remix de álbum especial)" (7:00)

- Nightwalkin' (1987, RCA)

1. "Into My Secret" (4:32)
2. "Love You Up" (3:11)
3. "Girls Don't Lie" (4:31)
4. "Play With Boys" (3:45)
5. "Let Your Heart Make Up Your Mind" (4:08)
6. "Nightwalkin'" (4:15)
7. "I Don't Know What Comes Over Me" (3:51)
8. "Do You Dream About Me" (3:36)
9. "Save a Little Love" (4:15)
10. "Into the Night" (3:58)

- Bounce Back (1990, MCA) - US #166

1. "Wrong Number" (3:50)
2. "Everything You Do" (4:26)
3. "You've Really Gotten to Me" (4:28)
4. "Love Will Talk" (3:58)
5. "(Ain't No) Better Love" (4:04)
6. "Bounce Back" (3:53)
7. "Rescue Me" (3:52)
8. "Kiss Me Quick" (3:28)
9. "Don't Let Our Love Go" (4:22)
10. "I Need Forever" (4:27)

### Sencillos
- "All Night Passion" (1984) - #103 US, #4 [2 semanas] US Hot Dance
- "Too Turned On" (1985) - #6 US Dance
- "Baby Talk" (1985) - #68 US, #1 US Dance
- "Stargazing" (1986) - #16 US Dance
- "Into My Secret" (1987, RCA) - #97 US, #9 US Dance
- "Let Your Heart Make Up Your Mind" (1988) - #23 US Dance
- "I Don't Know What Comes Over Me" (1988)
- "Bounce Back" (1990, MCA) #54 US, #10 US Dance
- "Wrong Number" (1990)
- "You've Really Gotten To Me" (1990)
- "Wherever The Rhythm Takes Me" (1996, Critique)
- "You Wanna Be a Star" (1999, Jellybean)
- "All Night Passion Remake" (2004)